# Pedaria reichenbachi
Pedaria reichenbachi là một loài bọ cánh cứng trong họ Bọ hung (Scarabaeidae).